# 路易斯·恩里克 (2001年)
路易斯·恩里克（葡萄牙語：Luis Henrique，2001年12月14日—），是一名巴西足球运动员，現效力意甲球隊國際米蘭。

## 外部連結
- Marseille profile （页面存档备份，存于）
- 路易斯·恩里克在（英文）